# Tàu đệm từ

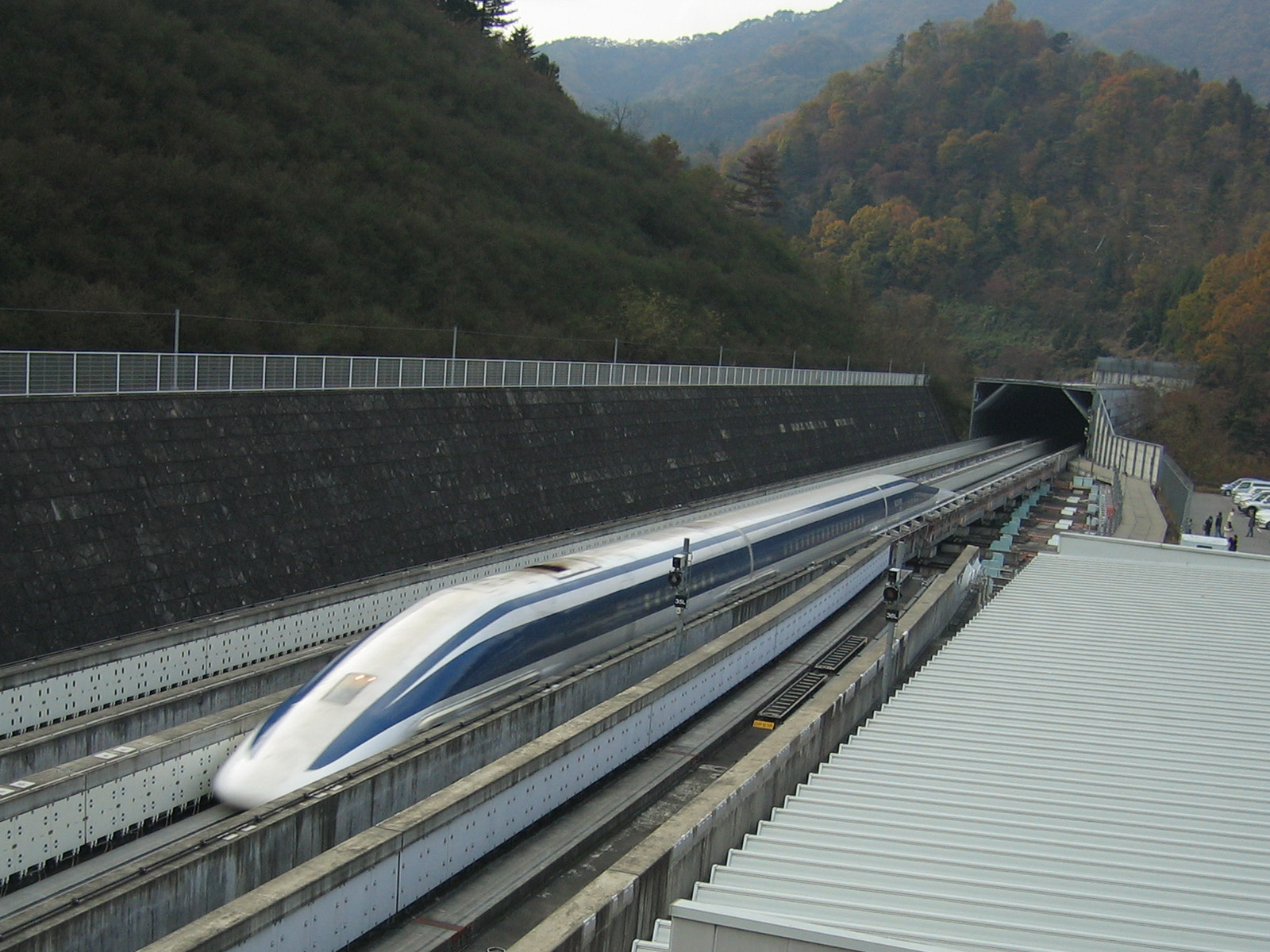
JR-Maglev tại Nhật

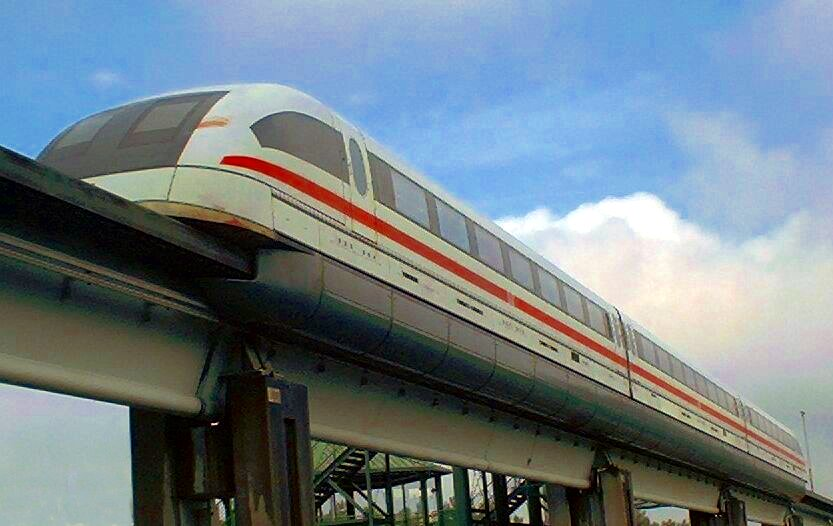
Transrapid tại trạm thử nghiệm Emsland ở Đức

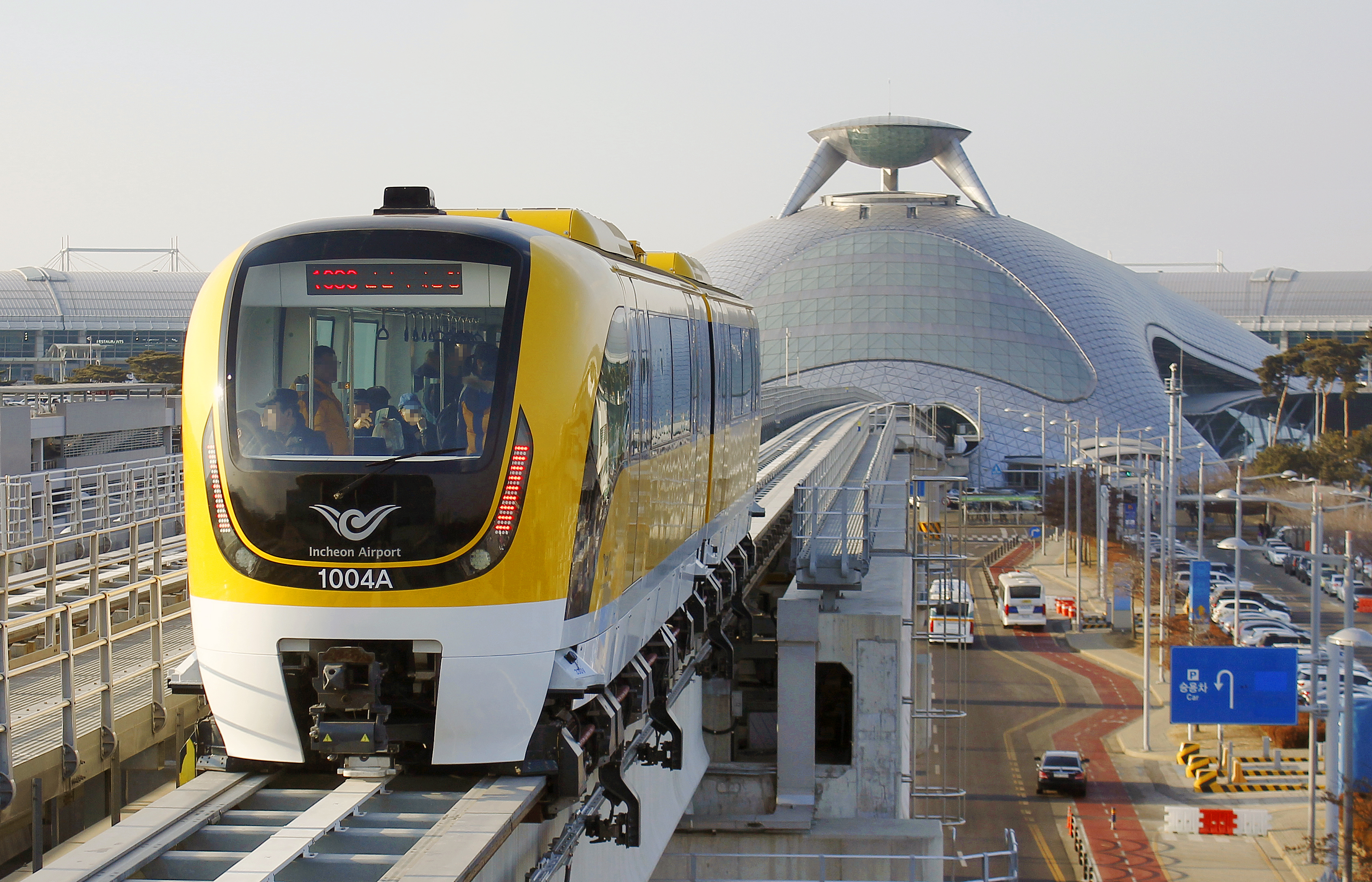
Tàu đệm từ sân bay Incheon, Hàn Quốc

Tàu đệm từ hay xe điện đồng cực từ tính (tiếng Anh: Magnetic levitation transport, rút ngắn thành maglev) là một phương tiện chuyên chở được nâng lên, dẫn lái và đẩy tới bởi lực Lorentz. Phương pháp này có thể nhanh và tiện nghi hơn các loại phương tiện công cộng sử dụng bánh xe, do giảm ma sát và loại bỏ các cấu trúc cơ khí. Tàu đệm từ có thể đạt đến tốc độ ngang với máy bay sử dụng động cơ cánh quạt hay phản lực; tức là tới khoảng 500 đến 580 km/h. Tàu đệm từ đã được sử dụng trong thương mại từ 1984. Tuy nhiên, các giới hạn về khoa học và kinh tế đã cản trở sự phát triển của kỹ thuật mới này.

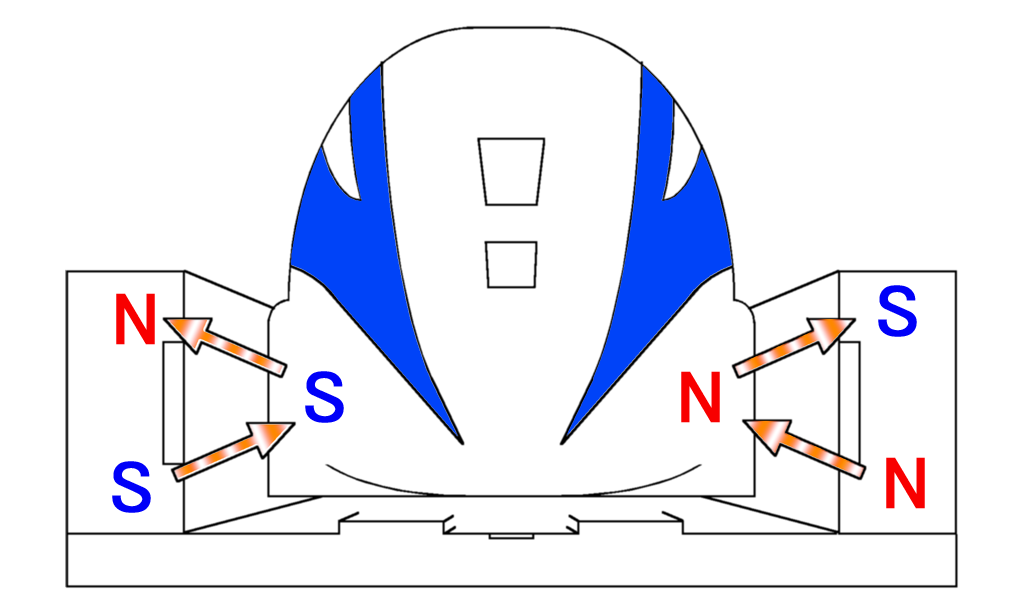
Cơ chế nâng tàu lên bằng lực từ

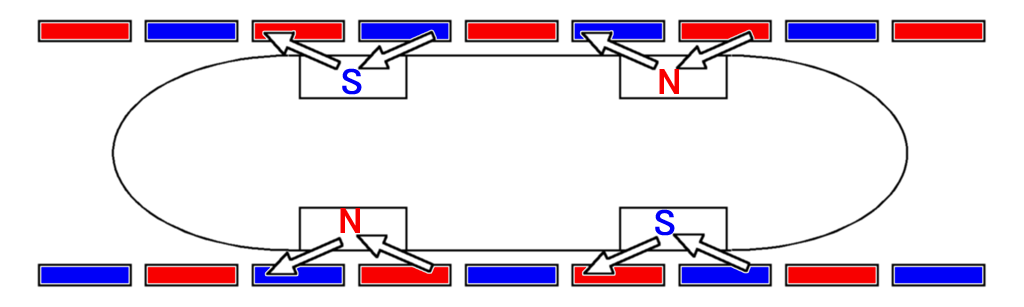
Cơ chế đẩy tàu đi bằng lực từ

Kỹ thuật nâng bằng lực từ không có gì trùng lặp với kỹ thuật tàu sử dụng bánh xe và do vậy không tương thích với đường ray xe lửa truyền thống. Do không sử dụng chung các cơ sở hạ tầng đang hiện có, tàu đệm từ phải được thiết kế với một hệ thống giao thông hoàn toàn mới. Thuật ngữ "tàu đệm từ" không chỉ đơn thuần chỉ đến phương tiện chuyên chở mà còn bao gồm cả sự tương tác giữa tàu và đường ray; mỗi cái được thiết kế đặc biệt tương thích lẫn nhau để tạo ra lực nâng và điều khiển chính xác việc nâng lên và đẩy tới bằng lực điện từ.
Bởi vì không có sự tiếp xúc trực tiếp giữa đường ray và tàu, nên chỉ có lực ma sát giữa con tàu và không khí. Do đó, tàu đệm từ có khả năng di chuyển với vận tốc rất cao, tiêu tốn ít năng lượng và có thể gây ra ít tiếng ồn. Các hệ thống đã được đề nghị có thể hoạt động với vận tốc lên đến 650 km/h, nhanh hơn nhiều lần so với tàu hỏa truyền thống. Tốc độ rất cao của tàu đệm từ làm chúng có thể cạnh tranh với các đường bay dưới 1.000 kilômét.

## Đưa vào thương mại
Hồi tháng 1-2004, ứng dụng thương mại đầu tiên trên thế giới của tàu đệm từ cao tốc được đưa vào thương mại hóa, là tuyến thử nghiệm ở Thượng Hải (IOS, initial operating segment) vận chuyển hành khách trên quãng đường dài 30 km từ thành phố đến sân bay chỉ trong 7 phút 20 giây (tốc độ cao nhất là 431 km/h, tốc độ trung bình 250 km/h). Các dự án tàu đệm từ khác trên thế giới đang được nghiên cứu về tính khả thi. Chi phí hệ thống này khoảng 1,3 tỉ USD. Chính vì thế tàu đệm từ vẫn không phổ biến nhiều trên thế giới.

## Kỷ lục về tốc độ

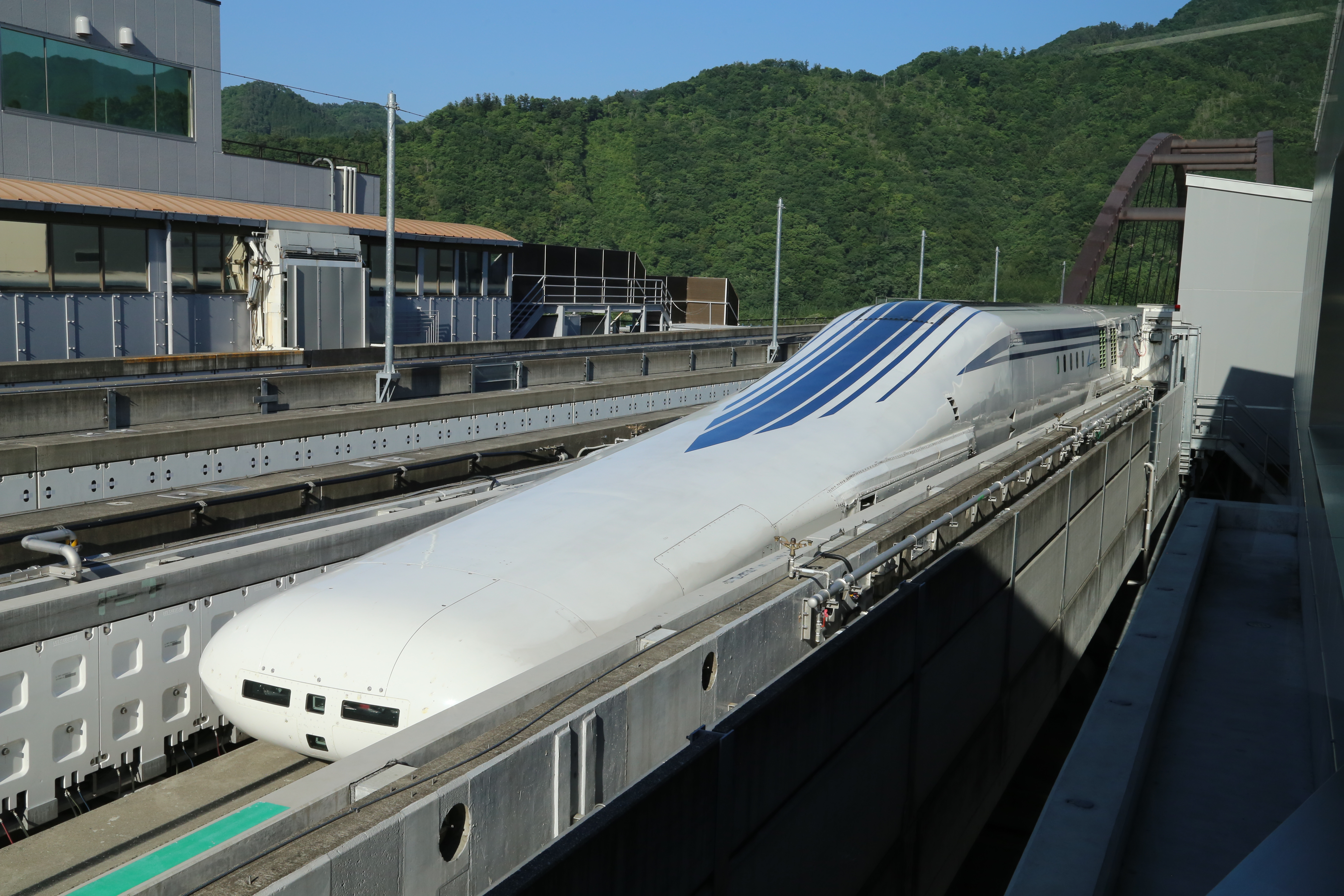
Tàu đệm từ Chūō Shinkansen, L0 Series

Đầu tháng 6 năm 2013, Công ty Đường sắt Trung phần Nhật Bản (JR Tokai) vừa thử nghiệm thành công tàu điện siêu tốc chạy trên đệm từ trường đạt tới vận tốc 500 km/h. Một cuộc thử nghiệm hồi năm 2003 cho thấy tàu điện đệm từ trường của JR Tokai có thể đạt tới vận tốc 581 km/giờ.
JR Tokai cho biết phiên bản thương mại của loại tàu L0 Series sẽ bao gồm 16 toa, có thể chở được khoảng 1.000 hành khách. L0 Series là tàu điện nhanh nhất thế giới. Nhật là quốc gia hàng đầu thế giới về lĩnh vực tàu điện cao tốc. Những chiếc tàu "viên đạn" đầu tiên của Nhật đã xuất hiện từ năm 1964.

## Kỹ thuật
Xem chi tiết trong bài JR-Maglev, Transrapid, Đệm từ

### Tổng quát
- Maglev video gallery Lưu trữ ngày 9 tháng 9 năm 2006 tại Wayback Machine
- Basic information, photos and links Lưu trữ ngày 7 tháng 6 năm 2013 tại Wayback Machine
- The International Maglev Board
- Federal Railroad Administration - MAGLEV Lưu trữ ngày 4 tháng 4 năm 2005 tại Wayback Machine
- Report to Congess: Costs and Benefits of Magnetic Levitation Lưu trữ ngày 19 tháng 2 năm 2006 tại Wayback Machine
- Urban Maglev Interest Group Lưu trữ ngày 28 tháng 10 năm 2012 tại Wayback Machine
- Maglev Quicklinks Lưu trữ ngày 20 tháng 9 năm 2006 tại Wayback Machine
- Maglev in Asia (China, Shanghai), Japan (Yamanashi) and Germany (Munich; TVE)
- Lawrence Livermore's InducTrack Site
- Maglev World Forum Lưu trữ ngày 27 tháng 1 năm 2007 tại Wayback Machine
- Magnetic Levitation for Transportation Lưu trữ ngày 8 tháng 5 năm 2010 tại Wayback Machine
- How stuff works maglev article

### Transrapid
- International Maglev Board
- Transrapid Lưu trữ ngày 25 tháng 7 năm 2004 tại Wayback Machine
- Shanghai Pudong Airport Maglev in depth Lưu trữ ngày 23 tháng 8 năm 2005 tại Wayback Machine
- News story of accident on ngày 22 tháng 9 năm 2006
- The UK Ultraspeed Project Lưu trữ ngày 8 tháng 10 năm 2006 tại Wayback Machine
- Consortium Transrapid Nederland
- Baltimore-Washington Maglev Project
- California Maglev Project Lưu trữ ngày 28 tháng 9 năm 2006 tại Wayback Machine
- Magnetbahn-bayern Lưu trữ ngày 13 tháng 6 năm 2006 tại Wayback Machine
- Bmg-bayern Lưu trữ ngày 19 tháng 12 năm 2005 tại Wayback Machine
- Swissmetro
- Pennsylvania Project

### Tàu đệm từ của Nhật

#### Động cơ tịnh tiến
- RTRI MLX01 Lưu trữ ngày 20 tháng 9 năm 2008 tại Wayback Machine
- RTRI Maglev R&D Lưu trữ ngày 31 tháng 12 năm 2006 tại Wayback Machine
- RTRI Technologies of Maglev Lưu trữ ngày 29 tháng 11 năm 2006 tại Wayback Machine

- Yamanashi Linear Express Fan Club (in Japanese) Lưu trữ ngày 19 tháng 10 năm 2008 tại Wayback Machine
- A site with MLX01 video and photo (in Japanese) Lưu trữ ngày 24 tháng 2 năm 2007 tại Wayback Machine
- MLX01 Video Lưu trữ ngày 2 tháng 11 năm 2006 tại Wayback Machine
- Another MLX01 video Lưu trữ ngày 30 tháng 5 năm 2011 tại Wayback Machine

- Railway Technical Research Institute (RTRI) Lưu trữ ngày 2 tháng 11 năm 2005 tại Wayback Machine
- RTRI Maglev Systems Development Department Lưu trữ ngày 5 tháng 3 năm 2009 tại Wayback Machine
- Central Japan Railway Company Lưu trữ ngày 3 tháng 7 năm 2007 tại Wayback Machine
- Central Japan Railway Company - Chuo Shinkansen Lưu trữ ngày 19 tháng 2 năm 2008 tại Wayback Machine
- Central Japan Railway Company - Superconducting Maglev Lưu trữ ngày 23 tháng 8 năm 2007 tại Wayback Machine
- Central Japan Railway Company - Linear Express
- Linear Chuo Express (in Japanese) Lưu trữ ngày 24 tháng 8 năm 2007 tại Wayback Machine
- Linear Chuo Express for kids website (in Japanese) Lưu trữ ngày 20 tháng 1 năm 2007 tại Wayback Machine
- Linear Chuo Shinkansen Project Lưu trữ ngày 12 tháng 3 năm 2008 tại Wayback Machine

- Other Japanese Maglev Links Lưu trữ ngày 12 tháng 12 năm 2008 tại Wayback Machine

### Các công ty sản xuất
- American Maglev Technology, Inc. (USA)
- Changchun Passenger Railway Car Plant (China)
- Cheng Du Aircraft Industrial (Group) Co. LTD Lưu trữ ngày 29 tháng 1 năm 2011 tại Wayback Machine (China)
- General Atomics (USA)
- HSST (Japan)
- The International Maglev Board Lưu trữ ngày 19 tháng 12 năm 2008 tại Wayback Machine
- Maglev2000 (USA)
- MagneMotion M3 (USA)
- Magplane Lưu trữ ngày 24 tháng 4 năm 2006 tại Wayback Machine (USA/China)
- Rotem Lưu trữ ngày 6 tháng 12 năm 2006 tại Library of Congress Web Archives (Korea)
- Tangshan Locomotive & Rolling Stock Works Lưu trữ ngày 26 tháng 11 năm 2006 tại Wayback Machine (China)
- Transrapid International Lưu trữ ngày 25 tháng 7 năm 2004 tại Wayback Machine (Germany)